# Chung Hae-won
Dans ce nom coréen, le nom de famille, Chung, précède le nom personnel.
Pour les articles homonymes, voir Chung.
Chung Hae-won (en coréen : 정해원) (né le 1er juillet 1959 en Corée du Sud et mort le 1er mai 2020) est un footballeur international sud-coréen qui évoluait au poste d'attaquant avant de devenir entraîneur.

## Biographie

### Carrière de joueur

#### Carrière en sélection
Avec l'équipe de Corée du Sud, Chung Hae-won joue 54 matchs (pour 20 buts inscrits) entre 1980 et 1990. Il figure notamment dans le groupe des sélectionnés lors des coupes du monde de 1986 et de 1990. Il ne joue pas lors du mondial 1986. Lors du mondial 1990, il joue contre l'Espagne et l'Uruguay.
Il participe également aux JO de 1988, ainsi qu'à la coupe d'Asie des nations de 1988. Lors du tournoi olympique, il dispute une rencontre face à l'URSS.

## Palmarès
| Daewoo Royals - Championnat de Corée du Sud (2) : - Champion : 1987 et 1991. - Vice-champion : 1983 et 1990. - Meilleur buteur : 1986 (10 buts). - Ligue des champions de l'AFC (1) : - Vainqueur : 1986. |  | Corée du Sud - Coupe d'Asie des nations : - Finaliste : 1988. |